# Fuente Talavera de la Reina
La Fuente Talavera de la Reina (en portugués Fonte Talavera de la Reina) es un monumento ubicado en la ciudad brasileña de Porto Alegre, capital del estado de Río Grande del Sur. Se encuentra en frente del edificio de la municipalidad, en la Praça Montevidéu, y fue un obsequio de la colonia española en 1935, en conmemoración del centenario de la Revolución Farroupilha. La fuente señaliza el kilómetro cero de la ciudad.

## Historia
La idea de homenajear con una fuente, del pueblo español al pueblo de Río Grande del Sur, se le ocurrió al profesor y escultor Fernando Corona. La intención era ornamentar la ciudad con algo que tradujera el espíritu clásico de España. Diseñada por Corona, la obra fue ejecutada por el afamado ceramista Juan Ruiz de Luna.
Para trasladar el material desde España, el entonces embajador español en Brasil, D. Vicente Salles, consiguió transporte gratuito. El presidente Getúlio Vargas otorgó una exención de impuestos de importación, mientras que el gobernador de Río Grande del Sur, José Antônio Flores da Cunha, facilitó el transporte de las piezas por el interior del estado. El permiso para construir la fuente en el lugar en que se encuentra, fue concedido por el prefecto Alberto Bins.
La fuente está recubierta de azulejos españoles de color azul cobalto, amarillo ocre y blanco. Originalmente presentaba una gran taza doble inferior en dodecágono y una taza redonda también doble en el centro, está sobre un pedestal con cuatro delfines. Allí hay una placa con la siguiente inscripción:
LA COLONIA ESPAÑOLA
 AL GLORIOSO PUEBLO
 RIOGRANDENSE
 EN SU CENTENARIO
 FARROUPILHA
 1835 1935